# Dwór w Nieszczycach
Dwór w Nieszczycach – zabytkowy dwór wybudowany w miejscowości Nieszczyce.
Piętrowy dwór wybudowany na planie prostokąta, kryty dachem mansardowym. Od fronty piętrowy szczyt zwieńczony trójkątnym frontonem.
Zespół dworski z 1840 r., przebudowany w 1923 r., w którego skład wchodzą: dwór i park.